# Johan Wallberg
Johan Mikael Wallberg, född 18 mars 1977 i Karlsborg i dåvarande Skaraborgs län, är en svensk frisimmare. Han deltog i frisim i sommar-OS 1996 i Atlanta, Georgia och i sommar-OS 2000 i Sydney.
Efter sin egen tävlingskarriär började han 2003 att träna sin sambo Therese Alshammar, med vilken han har en son, född i maj 2013.
Han är sedan hösten 2016 tränare för Sarah Sjöström.